# Процес (филм из 1962)
Процес (фр. Le Procès) је драмски филм из 1962. године, режисера и сценаристе Орсона Велса, заснован на истоименом роману Франца Кафке. Ентони Перкинс глуми Јозефа К., бирократу који је оптужен за злочин који никада није прецизиран, а Жана Моро, Роми Шнајдер и Елса Мартинели играју жене које се на различите начине умешају у Јозефов процес и живот. Велс тумачи Јозефовог адвоката, главног антагонисту филма.
Велс је по завршетку снимања изјавио да је Процес најбољи филм који је икада снимио. Иако је филм по изласку наишао на помешане реакције критичара, његова репутација се током година знатно побољшала, а неки критичари, попут Роџера Иберта, назвали су га ремек-делом. Често је хваљен због сценографије и кинематографије, нарочито због дезоријентишућих углова камере и неконвенционалне употребе фокуса.

## Радња
Филм почиње приповедањем Кафкине параболе „Пред законом”, представљене монтажом илустрација.
Јозеф К. спава у својој спаваћој соби, у стану који дели са другим станарима. Буди га човек у оделу који отвара врата његове собе. Јозеф претпоставља да је уљез полицајац, али он се не представља и игнорише Јозефов захтев да покаже полицијску легитимацију. Неколико детектива улази и саопштава Јозефу да је ухапшен. У другој соби, Јозеф види тројицу колега са свог радног места; они су ту да пруже доказе у вези са неким ненаведеним злочином. Полиција одбија да каже Јозефу за шта је тачно оптужен, нити га приводи.
Након што детективи оду, Јозеф разговара са својом газдарицом, госпођом Грубах, и комшиницом, госпођицом Бирстнер, о чудној посети. Касније одлази у канцеларију, где његов надређени сумња да Јозеф има неприкладне односе са својом младом рођаком. Те вечери, Јозеф одлази у оперу, али га из позоришта полицијски инспектор и одводи у судницу, где узалуд покушава да се суочи са још увек неразјашњеном оптужбом против њега.
Када се врати у канцеларију, Јозеф открива да су двојица полицајаца који су га први посетили сада у малој соби, где их бичују. Његов ујак Макс предлаже да потражи савет код адвоката Хастлера. Након кратких сусрета са супругом стражара у судници и собом пуном осуђеника који чекају суђење, Јозеф добија прилику да разговара са Хастлером, али разговор му не доноси никакву помоћ.
Хастлерова љубавница Лени му сугерише да потражи савет код сликара Титорелија, али и тај сусрет се испоставља као бескористан. Скривајући се у катедрали, Јозеф накратко разговара са свештеником о свом случају. Хастлер изненада долази у катедралу да потврди свештеникове речи.
Уочи свог тридесет првог рођендана, Јозефа хватају двојица џелата и воде га до каменолома, где му наређују да скине део одеће. Џелати добацују нож један другом, као да не могу да одлуче ко ће извршити погубљење, а затим га предају осуђенику, који одбија да изврши самоубиство. Џелати га остављају у каменолому и убацују динамит у јаму. Јозеф се смеје својим џелатима и подиже динамит. Из даљине се чује експлозија, а густ дим се диже из јаме.

## Улоге
| Глумац          | Улога                     |
| --------------- | ------------------------- |
| Ентони Перкинс  | Јозеф К.                  |
| Жана Моро       | Марика Бирстнер           |
| Роми Шнајдер    | Лени                      |
| Елса Мартинели  | Хилда                     |
| Сузана Флон     | госпођица Питл            |
| Орсон Велс      | адвокат Алберт Хастлер    |
| Аким Тамиров    | Блох                      |
| Мадлен Робинсон | госпођа Грубах            |
| Паола Мори      | судска арихварка          |
| Арнолдо Фоа     | инспектор А               |
| Фернан Леду     | главни судски чиновник    |
| Мајкл Лонсдејл  | свештеник                 |
| Макс Буксбаум   | истражни судија           |
| Макс Хауфлер    | ујак Макс                 |
| Морис Тејнак    | заменик управника         |
| Томас Холцман   | Берт                      |
| Били Кернс      | први помоћник инспектора  |
| Џес Хан         | други помоћник инспектора |
| Нејдра Шор      | Ирми                      |
| Вилијам Чапел   | Титорели                  |